# Gerhard Struber
Gerhard Struber (Kuchl, 24 gennaio 1977) è un allenatore di calcio ed ex calciatore austriaco, di ruolo centrocampista.

## Statistiche

### Statistiche da allenatore
Statistiche aggiornate al 25 maggio 2025. In grassetto le competizioni vinte.
| Stagione                  | Squadra                   | Campionato                | Campionato | Campionato | Campionato | Campionato | Coppe nazionali | Coppe nazionali | Coppe nazionali | Coppe nazionali | Coppe nazionali | Coppe continentali | Coppe continentali | Coppe continentali | Coppe continentali | Coppe continentali | Altre coppe | Altre coppe | Altre coppe | Altre coppe | Altre coppe | Totale | Totale | Totale | Totale | % Vittorie | Piazzamento |
| Stagione                  | Squadra                   | Comp                      | G          | V          | N          | P          | Comp            | G               | V               | N               | P               | Comp               | G                  | V                  | N                  | P                  | Comp        | G           | V           | N           | P           | G      | V      | N      | P      | %          | Piazzamento |
| ------------------------- | ------------------------- | ------------------------- | ---------- | ---------- | ---------- | ---------- | --------------- | --------------- | --------------- | --------------- | --------------- | ------------------ | ------------------ | ------------------ | ------------------ | ------------------ | ----------- | ----------- | ----------- | ----------- | ----------- | ------ | ------ | ------ | ------ | ---------- | ----------- |
| lug.-nov. 2018            | Liefering                 | 2L                        | 15         | 6          | 1          | 8          | CA              | 0               | 0               | 0               | 0               | -                  | -                  | -                  | -                  | -                  | -           | -           | -           | -           | -           | 15     | 6      | 1      | 8      | 40,00      | Eson        |
| lug.-nov. 2019            | Wolfsberger               | BL                        | 14         | 8          | 3          | 3          | CA              | 3               | 2               | 0               | 1               | UEL                | 4                  | 2                  | 1                  | 1                  | -           | -           | -           | -           | -           | 21     | 12     | 4      | 5      | 57,14      | Eson        |
| nov. 2019-2020            | Barnsley                  | FLC                       | 30         | 11         | 7          | 12         | FACup+CdL       | 2+0             | 1+0             | 0+0             | 1+0             | -                  | -                  | -                  | -                  | -                  | -           | -           | -           | -           | -           | 32     | 12     | 7      | 13     | 37,50      | Sub, 21°    |
| set.-ott. 2020            | Barnsley                  | FLC                       | 4          | 0          | 1          | 3          | FACup+CdL       | 0+3             | 0+2             | 0+0             | 0+1             | -                  | -                  | -                  | -                  | -                  | -           | -           | -           | -           | -           | 7      | 2      | 1      | 4      | 28,57      | Eson        |
| Totale Barnsley           | Totale Barnsley           | Totale Barnsley           | 34         | 11         | 8          | 15         |                 | 5               | 3               | 0               | 2               |                    | -                  | -                  | -                  | -                  |             | -           | -           | -           | -           | 39     | 14     | 8      | 17     | 35,90      |             |
| ott.-dic. 2020            | N.Y. Red Bulls            | MLS                       | 8+1        | 3          | 3          | 2+1        | -               | -               | -               | -               | -               | -                  | -                  | -                  | -                  | -                  | MISB        | -           | -           | -           | -           | 9      | 3      | 3      | 3      | 33,33      | Sub, 13°    |
| 2021                      | N.Y. Red Bulls            | MLS                       | 34+1       | 13         | 9          | 12+1       | -               | -               | -               | -               | -               | -                  | -                  | -                  | -                  | -                  | -           | -           | -           | -           | -           | 35     | 13     | 9      | 13     | 37,14      | 14°         |
| 2022                      | N.Y. Red Bulls            | MLS                       | 34+1       | 15         | 8          | 11+1       | USOC            | 5               | 4               | 0               | 1               | -                  | -                  | -                  | -                  | -                  | -           | -           | -           | -           | -           | 40     | 19     | 8      | 13     | 47,50      | 6°          |
| feb.-mag. 2023            | N.Y. Red Bulls            | MLS                       | 11         | 1          | 6          | 4          | USOC            | 0               | 0               | 0               | 0               | -                  | -                  | -                  | -                  | -                  | -           | -           | -           | -           | -           | 11     | 1      | 6      | 4      | &9,09      | Eson        |
| Totale New York Red Bulls | Totale New York Red Bulls | Totale New York Red Bulls | 87+3       | 32         | 26         | 29+3       |                 | 5               | 4               | 0               | 1               |                    | -                  | -                  | -                  | -                  |             | -           | -           | -           | -           | 95     | 36     | 26     | 33     | 37,89      |             |
| ago. 2023-apr. 2024       | Salisburgo                | BL                        | 24         | 16         | 5          | 3          | CA              | 4               | 2               | 1               | 1               | UCL                | 6                  | 1                  | 1                  | 4                  | -           | -           | -           | -           | -           | 34     | 19     | 7      | 8      | 55,88      | Sub, Eson   |
| 2024-mag. 2025            | Colonia                   | BL                        | 32         | 16         | 7          | 9          | CG              | 4               | 3               | 0               | 1               | -                  | -                  | -                  | -                  | -                  | -           | -           | -           | -           | -           | 36     | 19     | 7      | 10     | 52,78      | Eson        |
| 2025-2026                 | Bristol City              | FLC                       | 1          | 1          | 0          | 0          | FACup+CdL       | 0+0             | 0+0             | 0+0             | 0+0             | -                  | -                  | -                  | -                  | -                  | -           | -           | -           | -           | -           | 1      | 1      | 0      | 0      | 100,00&    |             |
| Totale carriera           | Totale carriera           | Totale carriera           | 210        | 90         | 50         | 70         |                 | 21              | 14              | 1               | 6               |                    | 10                 | 3                  | 2                  | 5                  |             | -           | -           | -           | -           | 241    | 107    | 53     | 81     | 44,40      |             |

## Palmarès

### Giocatore
- Campionato austriaco: 1

Salisburgo: 1996-1997
- Supercoppa d'Austria: 1

Salisburgo: 1997